# Jerome Adams
Pour les articles homonymes, voir Adams.
Jerome M. Adams, né le 22 septembre 1974 à Orange, est un médecin anesthésiste et un vice-amiral américain. Il est administrateur de la santé publique de 2017 à 2021.  

## Biographie
De 2014 à 2017, Jerome Adams est commissaire à la santé de l'État d'Indiana. Le 29 juin 2017, le président Donald Trump désigne Adams au poste d'administrateur de la santé publique (Surgeon General of the United States),. Sa nomination est confirmée par le Sénat le 3 août suivant. Il entre en fonction le 5 septembre.
En avril 2018, Adams incite les Américains risquant l'overdose d'opioïdes ainsi que leurs proches à prendre des antidotes en vente libre afin de diminuer le nombre de morts,.
Durant la crise du covid, il est l'un des porte-parole du gouvernement les plus actifs, et entre plusieurs fois en contradiction avec les propos du président Trump.
Le 20 janvier 2021, il quitte ses fonctions à la demande du nouveau président Joe Biden.

## Distinctions
|  |  |  |  |  |  |

|  | Public Health Service Regular Corps Ribbon |
|  | Commissioned Corps Training Ribbon         |